# Institut maçonnique de France

L'Institut maçonnique de France (IMF) (Institut maçònic de França) ha estat creat l'octubre de 2002 a iniciativa de les nou  obediències que componen "La Maçoneria francesa":
- Grand Orient de France
- Fédération française du « Droit humain »
- Grande Loge de France
- Grande Loge féminine de France
- Grande Loge féminine de Memphis-Misraïm
- Grande Loge traditionnelle et symbolique Opéra
- Grande Loge mixt de France
- Grande Loge mixte universelle
- Loge nationale française

És una associació el domicili social de la qual es troba a París (75014), 6 carrer Froidevaux.
L'objectiu essencial de l'Institut maçònic de França és de permetre a tots els públics interessats, de descobrir els valors culturals i ètics de la francmaçoneria, a través del seu patrimoni històric, literari i artístic.
Investigadors confirmats i especialistes de la maçonologia constitueixen l'IMF, amb total independència científica de les obediències signatàries.
Roger Dachez és el director actual d'aquest institut que apunta a donar cos a aquesta disciplina per l'aprofundiment dels diferents aspectes de la francmaçoneria.